# Ягодное (Магаданска област)
Я́годное (на руски: Ягодное) е селище от градски тип в Магаданска област, Русия. Разположено е югоизточната част на хребета Черски, на около 333 km северно от Магадан. Административен център е на Ягодински район. Към 2016 г. има население от 3656 души.

## История
Селището е построено и заселено в периода 1934 – 1935 г. от затворници във връзка с провеждането на геологически проучвания в района и строежа на Колимската магистрала. Наречено е Ягодное, защото на това място заселниците открили изключително изобилие на ягоди. През 1937 г. е построен мост над река Колима при село Дебин и така Ягодное е свързан с Магадан посредством автомобилен път. В периода 1949 – 1957 г. в селището е базирана администрацията на СевЛаг – трудов лагер, част от ГУЛАГ, където 15 800 затворници са работили като миньори, дървосекачи и пътни строители. През 1950-те години селището претърпява строителен бум – построен е двуетажен хотел и детска градина, а през 1954 г. – читалище и библиотека. През 1960-те години е открит комбинат за мляко и месо. Към края на десетилетието селището вече разполага със завод за строителни материали. През 1971 г. е построено средно училище с 1230 места. През 1994 г. в селището е открит музей в памет на жертвите на политическите репресии. Музеят разполага с около 4000 снимки на бивши затворници, 300 оръдия на труда и битови предмети на затворници, както и 500 книги относно репресиите в Магаданска област.

## Население
| 1959 | 1970 | 1979 | 1989   | 2002 | 2009 | 2010 |
| ---- | ---- | ---- | ------ | ---- | ---- | ---- |
| 5721 | 8088 | 9392 | 11 024 | 5050 | 3790 | 4210 |
| 2012 | 2013 | 2014 | 2015   | 2016 |      |      |
| 4117 | 4032 | 3912 | 3811   | 3656 |      |      |

## Климат
Климатът в Ягодное е субарктичен. Средната годишна температура е -10.6 °C, а средното количество годишни валежи е около 303 mm.
| Климатични данни за Ягодное        | Климатични данни за Ягодное | Климатични данни за Ягодное | Климатични данни за Ягодное | Климатични данни за Ягодное | Климатични данни за Ягодное | Климатични данни за Ягодное | Климатични данни за Ягодное | Климатични данни за Ягодное | Климатични данни за Ягодное | Климатични данни за Ягодное | Климатични данни за Ягодное | Климатични данни за Ягодное | Климатични данни за Ягодное |
| Месеци                             | яну.                        | фев.                        | март                        | апр.                        | май                         | юни                         | юли                         | авг.                        | сеп.                        | окт.                        | ное.                        | дек.                        | Годишно                     |
| Средни максимални температури (°C) | −29,4                       | −25,6                       | −16,7                       | −5,4                        | 5,3                         | 15,1                        | 17,7                        | 15,7                        | 8,2                         | −6                          | −21,6                       | −28,5                       |                             |
| Средни температури (°C)            | −32,7                       | −29,2                       | −22,9                       | −11,5                       | 0,8                         | 9,6                         | 12,5                        | 10,4                        | 3,6                         | −10,1                       | −25,1                       | −31,6                       |                             |
| Средни минимални температури (°C)  | −35,9                       | −34,1                       | −29,1                       | −17,5                       | −3,7                        | 4,1                         | 7,3                         | 5,1                         | −0,9                        | −14,1                       | −28,5                       | −34,6                       |                             |
| Средни месечни валежи (mm)         | 16                          | 13                          | 7                           | 8                           | 19                          | 39                          | 59                          | 49                          | 35                          | 25                          | 19                          | 14                          |                             |
| ---------------------------------- | --------------------------- | --------------------------- | --------------------------- | --------------------------- | --------------------------- | --------------------------- | --------------------------- | --------------------------- | --------------------------- | --------------------------- | --------------------------- | --------------------------- | --------------------------- |
| Източник: Climate-Data             |                             |                             |                             |                             |                             |                             |                             |                             |                             |                             |                             |                             |                             |

## Икономика
Основният отрасъл е златодобивът. Произвеждат се също така хранителни стоки и строителни материали. Селището е свързано с Магадан чрез Колимската магистрала.